# 乔李镇
乔李镇，是中华人民共和国山西省临汾市尧都区下辖的一个乡镇级行政单位。

## 行政区划
乔李镇下辖以下地区：
乔李村、南麻村、北麻村、北高村、南羊村、王村、店头村、北永安村、南高村、北侯村和南侯村。